# Óblast de Riazán
Óblast de Riazán ([rʲɪˈzanskəjə ˈobləsʲtʲ] en ruso: Ряза́нская о́бласть tr.: Riazánskaya óblast) es uno de los cuarenta y siete óblast de Rusia. Su capital es la ciudad homónima de Riazán. Está ubicado en el distrito Central.

## Geografía
La óblast de Riazán colinda con los óblast de Vladímir (N), Nizhny Nóvgorod (NE), Mordovia (E), Penza (SE), Tambov (S), Lípetsk (SW), Tula (W) y Moscú (NW).

### Huso horario
La óblast de Riazán está situado en la zona horaria de Moscú (MSK/MSD). UTC.

## Demografía
| Gráfica de evolución de Óblast de Riazán entre 1897 y 2020 |
|                                                            |